# 1582.
◄ | 15. stoljeće | 16. stoljeće | 17. stoljeće | ►
◄ | 1550-ih | 1560-ih | 1570-ih | 1580-ih | 1590-ih | 1600-ih | 1610-ih | ►
◄◄ | ◄ | 1579. | 1580. | 1581. | 1582. | 1583. | 1584. | 1585. | ► | ►►
Arhitektura • Astronomija • Glazba • Kazalište • Kiparstvo • Knjige • Književnost • Kršćanstvo • Medicina • Politika • Pravo • Promet • Slikarstvo • Znanost

## Događaji
- 24. veljače papa Grgur XIII. objavio reformu do tada postojećeg, julijanskog kalendara papinskom bulom Inter Gravissimas.
- 4. listopada – U većini katoličkih zemalja počela je vrijediti kalendarska reforma pape Grgura XIII. pa je 4. listopada slijedio 15. listopada, čime je ispravljena pogreška nastala korištenjem netočnog julijanskog kalendara.

## Smrti
- 21. lipnja – Oda Nobunaga, japanski vladar
- 11. prosinca – Fernando Álvarez de Toledo Alba, španjolski vojskovođa (* 1507.)

## Vanjske poveznice
|  | Zajednički poslužitelj ima još gradiva o temi 1582. |